# .cz
Pour les articles homonymes, voir CZ.
.cz est le domaine de premier niveau national destiné à la Tchéquie, enregistré en 1993.